# Shōnen Ace
Monthly Shōnen Ace (少年エース) é uma revista mensal de shōnen mangá no Japão publicada pela Kadokawa Shoten, iniciada em 1994. Diferente das grandes revistas shōnen semanais as quais tem circulação de milhões de exemplares, Ace mira um público menos mainstream, e tem uma ênfase particular em fazer ligação para animes.

## Mangakas e séries publicadas na Shōnen Ace
- Nishiwaki Datto
  - Fate/stay night
- CLAMP
  - Angelic Layer
- Masaru Gotsubo
  - Samurai Champloo
- Yuji Iwahara
  - Chikyu Masami
  - Koudelka
- Yuichi Hasegawa
  - Mobile Suit Crossbone Gundam (story by Yoshiyuki Tomino)
- Kaishaku
  - Kannazuki no Miko
  - Steel Angel Kurumi (originalmente publicada na Monthly Ace Next)
- Mario Kaneda
  - Girls Bravo
- Aki Katsu
  - Vision of Escaflowne (versão shōnen; a versão shōjo foi publicada por Asuka Fantasy DX)
- Jinsei Kataoka and Kazuma Kondou
  - Eureka Seven
- Masami Kurumada
  - B'tX
- Tomohiro Marukawa
  - The World of Narue
- Haruhiko Mikimoto
  - Macross 7 Trash
- Masato Natsumoto
  - Record of Lodoss War: Chronicles of the Heroic Knight (story by Ryo Mizuno
- Kenji Oiwa
  - Welcome to the NHK! (created by Tatsuhiko Takimoto)
- Kamui Fujiwara
  - Kerberos Panzer Cop (story by Mamoru Oshii)
- Yoshiyuki Sadamoto
  - Neon Genesis Evangelion (created by Hideaki Anno)
- Tatsuya Shingyoji
  - King of Fighters '94
- Kumiko Suekane
  - Blood+
- Yukiru Sugisaki
  - Brain Powered (story by Yoshiyuki Tomino)
  - Eden
- Shou Tajima
  - MPD Psycho (story by Eiji Ohtsuka)
- Kitsune Tennouji
  - Eden's Bowy
- Yasunari Toda
  - Mobile Suit Gundam Seed Astray R (story by Tomohiro Chiba, created by Yoshiyuki Tomino and Hajime Yatate)
  - S-cry-ED
- Mine Yoshizaki
  - Sgt. Frog
- Yoshiki Takaya
  - Guyver
- Sousuke Kaise
  - Grenadier
- Hajime Segawa
  -  Ga-rei
- Arawi Keiichi
  -  Nichijou
- Jinsei Kataoka e Kazuma Kondou[3]
  - Smokin’ Parade[3]